# 贾汪区
贾汪区是中国江苏省徐州市所辖的一个市辖区。贾汪区自清代光绪八年开始产煤，有“百年煤城”之称，煤炭累计产量超过3.6亿吨。區人民政府駐大泉街道府後路南側。区域总面积为620.26平方公里。

## 历史
商代以前，贾汪就有人类居住。明万历年间，贾汪形成村落。清咸丰九年，贾汪成为集市所在。光绪六年夏天，一场洪水将贾汪的煤炭资源暴露出来。光绪八年，胡恩燮在贾汪建立煤井开采煤矿，贾汪的煤炭工业自此发源。煤炭带动了贾汪的发展。
中华民国十七年，铜山县设立贾汪镇。1948年11月8日，中国共产党夺取贾汪后，贾汪成为铜山县政府驻地，贾汪被划入铜山县第一区。1952年，徐州市贾汪矿区成立。1958年4月8日，贾汪矿区被撤销，改为徐州市郊区贾汪镇。1958年9月大跃进运动中成立了贾汪镇钢铁人民公社，实行镇社合一，该公社不久解散。1960年3月6日，徐州市郊区撤销，贾汪镇直属徐州市。1960年5月31日，贾汪人民公社成立，后来此公社也解散了。1964年11月，贾汪镇撤销，改为徐州市贾汪矿区。1965年11月17日，贾汪矿区改名贾汪区。
采煤百余年间，贾汪区煤炭累计产量超过3.6亿吨。伴随煤炭资源的枯竭，一系列问题涌现：矿工失业、环境污染、地面塌陷等。贾汪区采煤沉陷区面积达到13.23万亩，占徐州市采煤沉陷区面积的百分之三十以上。2011年，贾汪区被列入第三批中国资源枯竭城市。政府投资5亿元人民币、利用社会资本约逾20亿人民币，将贾汪最大的采煤沉陷地改建为潘安湖（周梅森《人民的名义》中月牙湖的原型）。除了将采煤沉陷地改造为生态湿地，贾汪区还将一些沉陷地整治改造成工业用地、农业用地、安置房。

## 行政区划
贾汪区下辖8个街道办事处、5个镇：
大泉街道、老矿街道、潘安湖街道、大吴街道、茱萸山街道、大庙街道、大黄山街道、金龙湖街道、青山泉镇、紫庄镇、塔山镇、汴塘镇、江庄镇、鹿庄粮棉原种场和徐州工业园区。

## 人口
2020年，根據第七次全国人口普查賈汪區常住人口45.36万人。

## 交通
- 206国道过境。